# 陈盛年
陈盛年（1921年5月—2007年5月15日），男，广西怀集（今属广东）人，中华人民共和国政治人物，曾任中共云南省纪委副书记，云南省政协副主席。